# Marius Jacobsen
Marius Jacobsen (født 14. december 1894 i Hejlskov ved Skive, død 11. november 1961 på Rigshospitalet i København) var en dansk operasanger (tenor).
Uddannet maler. Debut i 1926 på Det Kongelige Teater som Rodolphe i Puccinis La Bohème. Populær sanger, der optrådte i roller som David i Wagners Mestersangerne i Nürnberg, hertugen i Verdis Rigoletto og Leander i Carl Nielsens Maskarade. Ridder af Dannebrog i 1937 og kongelig kammersanger i 1946. Trak sig tilbage 1956. Medvirker i filmen Champagnegaloppen (1938).
Han blev i 1945 forsøgt myrdet af Petergruppen. Han overlevede mirakuløst attentatet.
Han er begravet på Frederiksberg Ældre Kirkegård.
 Der er for få eller ingen kildehenvisninger i denne artikel, hvilket er et problem. Du kan hjælpe ved at angive troværdige kilder til de påstande, som fremføres i artiklen.